# Championnat de France masculin de handball de Nationale 1
Le Championnat de France masculin de handball de Nationale 1 est une compétition de handball qui oppose en France le 3e échelon des clubs masculins.
Actuellement, ce championnat se déroule avec 50 clubs répartis dans quatre poules : une poule dite élite, qui regroupe les équipes ayant demandé le statut VAP et les meilleures équipes de la saison précédente, et trois poules géographiques.

## Formule de la compétition
Pour la saison 2021-2022, faisant suite à celle annulée par la pandémie de Covid-19 en France, le championnat se déroule avec cinq poules de douze équipes.
Comme pour la saison précédente, la poule 1 a un statut particulier car elle regroupe les équipes ayant demandé le statut VAP, accompagnées des meilleures équipes de la saison précédente. Les autres poules sont constituées sur des critères géographiques.
À l'issue de la phase régulière, les deux meilleurs clubs de la poule 1 qui ont le statut VAP sont promus en Proligue. Les deux derniers de poule élite intègrent les poules géographiques l'année suivante, à moins d'obtenir le statut VAP. Les premiers des poules géographiques sont « prioritaires » pour intégrer la poule élite. Les deux derniers de chaque poule géographique ainsi que les deux moins bons dixièmes de ces mêmes poules sont relégués en Nationale 2 pour la saison suivante. Avec dix descentes pour six montées, la N1 comptera 56 équipes réparties en quatre poules la saison suivante.
En outre, les premiers de poule sont qualifiés pour la phase finale. Le premier de chaque poule géographique participe au tournoi à quatre organisé début juin 2022 sur le terrain de celui qui présente le meilleur bilan. Le vainqueur de ce tournoi affronte le premier de la poule élite en un match sec pour le titre de champion de France.

## Statut VAP
Depuis la saison 2016/2017, la Fédération Française de Handball a mis en place un système d'aide à la professionnalisation des clubs évoluant en Nationale 1 masculine.
Le statut VAP (voie d'accession au professionnalisme) est un statut "semi-professionnel" qui donne le droit d'accéder au niveau supérieur, la Proligue sous certaines conditions administratives, sportives et financières.
Généralement, seuls 3 à 4 clubs obtiennent ce statut VAP chaque saison.

## Palmarès
Le palmarès des championnats de France de troisième niveau est le suivant :
- Honneur
  - 1956 : Bordeaux Étudiants Club[1]
  - 1957 : inconnu
  - 1958 : AS Mulhouse[2]
  - 1959 : AS Strasbourg[3]
  - 1960 :
    - CO Billancourt (France métropolitaine)
    - Spartiates d'Oran (inter-zones France/Algérie)[4]

  - 1961 : inconnu
  - 1962 : inconnu
  - 1963 : inconnu
  - 1964 : inconnu
  - 1965 : inconnu
  - 1966 : inconnu
  - 1967 : inconnu
  - 1968 : inconnu
- Excellence
  - 1969 : inconnu
  - 1970 : USAM Nîmes[5]
  - 1971 : USM Gagny[6]
  - 1972 : Stade de Vanves[7]
  - 1973 : inconnu
  - 1974 : inconnu
  - 1975 : inconnu
- Nationale III
  - 1976 : US Dunkerque[8]
  - 1977 : inconnu
  - 1978 : Thonon AC[9]
  - 1979 : SC Sélestat[9]
  - 1980 : inconnu
  - 1981 : inconnu
  - 1982 : inconnu
  - 1983 : inconnu
  - 1984 : inconnu
- Nationale II
  - 1985 : ASL Robertsau[10]
  - 1986 : CSA Kremlin-Bicêtre[11]
  - 1987 : US Altkirch[12]
  - 1988 : Istres Provence Handball[13]
  - 1989 : Montpellier Paillade SC[14]
  - 1990 : CSM Livry-Gargan[15]
  - 1991 : Sporting Toulouse 31[16]
  - 1992 : UMS Pontault-Combault HC
  - 1993 : US Saintes CC[17]
  - 1994 : Dijon Bourgogne Handball[18]
  - 1995 : GFCO Ajaccio[19]
- Nationale I
  - 1996 : SMEC Metz
  - 1997 : GFCO Ajaccio
  - 1998 : CSM Livry-Gargan[20]
  - 1999 : Billère Handball
  - 2000 : OC Cesson Sévigné
  - 2001 : ASCA Wittelsheim
  - 2002 : ASL Robertsau
  - 2003 : Aix Université Club
  - 2004 : Tremblay-en-France
  - 2005 : Aurillac Handball Cantal Auvergne
  - 2006 : RS Saint-Cyr Touraine
  - 2007 : US Saintes HB
  - 2008 : Belfort AUHB
  - 2009 : Angers Noyant Handball
  - 2010 : Saint-Marcel Vernon
  - 2011 : Chartres-Mainvilliers Handball
  - 2012 : Valence Handball
  - 2013 : Villeurbanne Handball Association
  - 2014 : Pau Nousty Sports (non promu)
  - 2015 : Limoges Hand 87
  - 2016 : Caen Handball
  - 2017 : Saint-Marcel Vernon
  - 2018 : Grenoble St-Martin-d'Hères GUC
  - 2019 : Billère Handball
  - 2020 : Compétition annulée[21].
  - 2021 : Compétition arrêtée
  - 2022 : Bordeaux Bruges Lormont
  - 2023 : Montpellier Handball rés.
  - 2024 : ASB Rezé